# Гридино (Белозерский район)
Гридино — деревня в Белозерском районе Вологодской области.
Входит в состав Антушевского сельского поселения (с 1 января 2006 года по 9 апреля 2009 года входила в Бечевинское сельское поселение), с точки зрения административно-территориального деления — в Бечевинский сельсовет.
Расстояние до районного центра Белозерска по автодороге — 39 км, до центра муниципального образования села Антушево по прямой — 19 км. Ближайшие населённые пункты — Амосово, Бечевинка, Верещагино, Подгорье.
По переписи 2002 года население — 37 человек (17 мужчин, 20 женщин). Преобладающая национальность — русские (97 %).